# Championnats de France de tennis de table 1939
Navigation
Cognac 1938 Vichy 1943
Les championnats de France de tennis de table 1939 se jouent à Marseille.
Maurice Bordrez remporte le titre simple messieurs en mettant fin ainsi à la série de 6 victoires de Michel Haguenauer.

## Résultats
| Homme           | Homme                                 | Femme           | Femme                                 | Double mixte                      |
| Simple          | Double                                | Simple          | Double                                | Double mixte                      |
| --------------- | ------------------------------------- | --------------- | ------------------------------------- | --------------------------------- |
| Maurice Bordrez | Alexandre Agopoff (en) Raymond Furman | Ginette Soulage | Yolande Logelin Marie-Louise Chalamel | Ginette Soulage Alexandre Agopoff |